# George Thomas (golfista)
George A. Thomas (ur. ?, zm. ?) – amerykański golfista, olimpijczyk z Saint Louis.
Thomas startował jedynie na Igrzyskach Olimpijskich w Saint Louis w 1904 roku. Podczas tych igrzysk reprezentował swój kraj w zawodach indywidualnych mężczyzn. W pierwszej części eliminacji uzyskał 96 punktów, a w drugiej zdobył 100 punktów, a łącznie zgromadził ich 196. Wynik ten dał mu 48. miejsce eliminacji (do Ralpha McKittricka (zwycięzcy eliminacji) stracił 34 punkty), lecz do następnej fazy eliminacji awansowało jedynie 32 golfistów, a tym samym Thomas odpadł z rywalizacji, kończąc udział w igrzyskach na eliminacjach.